# Бурдун-Гомпа
Бурдун-Гомпа (англ. Bardan Gompa) — буддийский монастырь XVII века, расположен 12 км южнее Падама, в Занскаре, Ладакх, северная Индия. Принадлежит школе Друкпа Кагью, которая исторически главенствует в Занскаре. Вокруг монастыря расположено несколько удалённых пещер для медитаций и затворничества. Монастырь состоит из большого Дукханга, то есть зала собраний огромными статуями будд и нескольких маленьких ступ из глины, бронзы, дерева и меди.